# Schronisko w dolinie Mołody

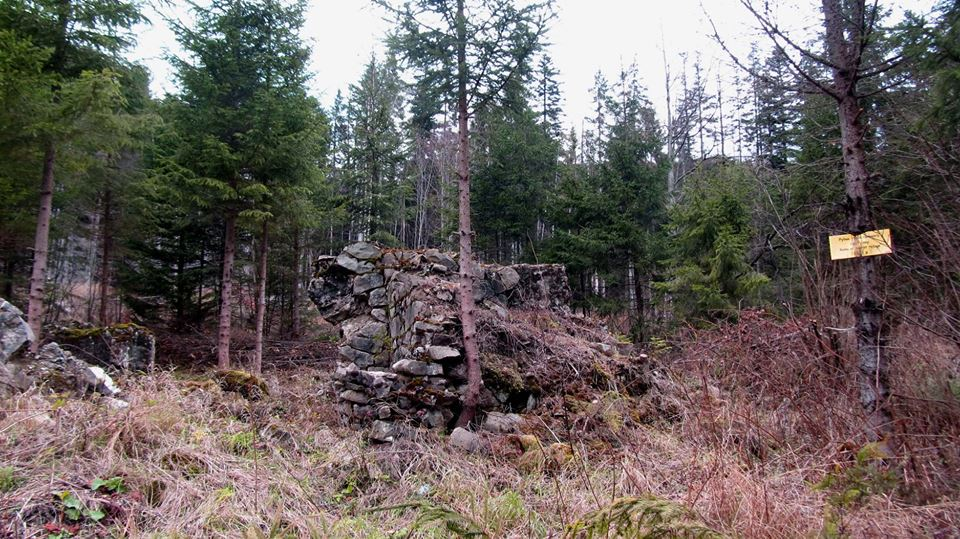
Fragmenty podmurówki schroniska (2006)

Schronisko w dolinie Mołody – nieistniejące obecnie schronisko turystyczne, położone w dolinie rzeki Mołody w Gorganach na wysokości ok. 840 m n.p.m.

## Historia
Inicjatorem budowy schroniska w dolinie Mołody – podobnie jak w sąsiednich dolinach Świcy i Łomnicy – był Oddział Lwowski Polskiego Towarzystwa Tatrzańskiego. Obiekt zlokalizowano w pobliżu przystanku Kruhła kolejki leśnej z Osmołody, w miejscu, w którym dolinę przecinał główny szlak wschodniobeskidzki.
Budynek mający docelowo pomieścić 30–35 osób zaprojektował Tadeusz Solecki. Prace rozpoczęto późnym latem 1935 roku, jednak główne roboty wykonano w roku następnym. Pod koniec roku 1936 prowizorycznie ukończony obiekt udostępniono pierwszym turystom, oferując 20 miejsc noclegowych na siennikach. Niemniej w kolejnych latach trwały jeszcze prace wykończeniowe (zwłaszcza w suterenach), zaś wykonawca zmuszony był do dokonania poprawek stolarskich (wymiana oszalowania ścian wewnętrznych) z uwagi na wyschnięcie drewna, z którego schronisko zostało zbudowane. Zasadnicze prace ukończono do 1937 roku.
Ostatecznie turystom udostępniono wspólną salę noclegową z 17 pryczami i dwa pokoje na piętrze. Trzy pomieszczenia (jedno na parterze i dwa na piętrze) zajęła Straż Graniczna. W 1938 roku obiekt dysponował 25 łóżkami.
W 1939 roku do wykonania wciąż pozostawało wzniesienie budynku gospodarczego, wodociągu grawitacyjnego, toalet zewnętrznych, drenaż fundamentów i uzupełnienie wyposażenia.
Schronisko nie przetrwało okresu II wojny światowej. Do pierwszej dekady XXI wieku zachowały się jedynie oznakowane ruiny, przez które prowadzi współczesny szlak turystyczny.

## Szlaki turystyczne
Okolice schroniska stanowiły dogodny punkt wyjścia na Mołodę, Jajko Perehińskie, grupę Arszycy (Gorgan Ilemski), Konia Grofeckiego, Parenki oraz Popadie – Wielką i Małą. Według stanu na lata 1935–1937 w okolicy obiektu przebiegały następujące szlaki turystyczne:
- Główny Szlak Karpacki
  - na Wierch Mołody i dalej przez Sywanię Lolińską na Ukiernię,
  - na Grofę i dalej przez Parenki na Popadię
- na Jajko Perehińskie[a],
- na Grofę przez Konia Grofeckiego[a]
- na przełęcz Płyśce ponad doliną potoku Zielony[a][3][7][8].